# ساری‌لار (آماسیه)
ساری‌لار (به ترکی استانبولی: Sarılar) یک منطقهٔ مسکونی در ترکیه است که در آماسیه واقع شده‌است.